# Морозова Тетяна Романівна
Морозова Тетяна Романівна (нар. 16 липня 1974, Львів) — українська науковиця у галузі психології, поліграфолог, доктор психологічних наук, старший науковий співробітник, атестований судовий експерт за спеціальністю «Психологічні дослідження». Президентка Всеукраїнської асоціації поліграфологів.

## Освіта
У 1995—1999 роках навчалась у Київський інститут внутрішніх справ при Національній академії внутрішніх справ України, здобула кваліфікацію психолога за спеціалізацією «юридична (пенітенціарна) психологія».
У 2001 році захистила кандидатську дисертацію на тему «Причини, динаміка та способи реалізації агресії у засуджених» у НАВС України.

## Поліграфологія і наукова діяльність
У 2003 році розпочала діяльність у сфері поліграфології. Проводила дослідження у справах щодо розслідування злочинів.
У 2010 році у Національній академії СБУ захистила першу в Україні докторську дисертацію з поліграфології.
Працювала радницею з кадрової безпеки в приватних структурах, була професоркою кафедри юридичної психології Національної академії прокуратури та ОНУ імені І. І. Мечникова.
Із 2017 року працює в КНДІСЕ, атестована судова експертка.

## Наукові праці та нормативні розробки
Морозова є авторкою понад 90 наукових праць у галузі психології та поліграфології[джерело?]. Одним із напрямів її досліджень є методика виявлення прихованої інформації (МВПІ), яку вона описала у монографії 2023 року.[неавторитетне джерело]
Вона брала участь у розробці низки нормативних документів, зокрема:
- Інструкції щодо застосування комп’ютерних поліграфів у роботі з персоналом органів МВС України (2004)[джерело?]
- Порядку проведення поліграфологічного дослідження у Державному бюро розслідувань (2017)[джерело?]
- Порядку проведення поліграфологічного опитування у Бюро економічної безпеки України (2021)[джерело?]
- ДСТУ 9266:2023 «Судова психологічна експертиза. Використання поліграфа»[9][відсутнє в джерелі]

## Громадська та організаційна діяльність
Із 2018 року — президентка Всеукраїнська асоціація поліграфологів. Організаторка масових поліграфних перевірок кандидатів на посади у ДБР (2018) і САП (2021).
У 2024 заснувала Центр експертних поліграфних досліджень.

## Наукові праці (вибране)
- Морозова Т. Р. Поліграфологія: підручник. Харків: Естет Принт, 2019. — 476 с. Рубрикатор НБУВ

- Морозова Т. Р. Методика виявлення прихованої інформації у поліграфних дослідженнях. Київ: Алерта, 2023. — 472 с (500 екз.). Рубрикатор НБУВ

- Морозова Т. Р., Морозов О. М. Суб’єктність як передумова якісного розвитку української поліграфології. — Інформаційна безпека людини, суспільства, держави. №1–3 (28–30), 2022. — С. 90–99. Науковий журнал

## Відзнаки
За успішну практичну та викладацьку роботу нагороджена почесним нагрудним знаком Головнокомандувача ЗСУ генерала Валерія Залужного, медаллю ГУР МО України «За сприяння воєнній розвідці України» ІІ ступеня від генерал-лейтенанта Кирила Буданова, відзнаками СБУ, СЗР, НГУ, НПУ, МВС України, подякою від командувача Сил безпілотних систем Збройних Сил України. 

## Родина
Чоловік — Морозов Олександр Михайлович, доктор медичних наук, заслужений діяч науки і техніки України, почесний академік Національної академії педагогічних наук України. 